# Vorderer See (Ammerbuch)
Das Gebiet Vorderer See ist ein flächenhaftes Naturdenkmal und ein Geotop auf dem Gebiet der Gemeinde Ammerbuch im Landkreis Tübingen in Baden-Württemberg.

## Kenndaten
Das Naturdenkmal wurde mit Verordnung vom 19. September 1966 unter dem Namen Vorderer See ausgewiesen. Es ist unter dem Namen Weiher u. Feuchtfläche Vorderer See NE von Reusten auch als Geotop registriert.

## Lage und Beschreibung
Das Naturdenkmal liegt nordöstlich von Reusten. Es handelt sich um eine Senke im Unteren Keuper, die durch Tone und Letten abgedichtet ist.

## Flora und Fauna
Laut Biotopkartierung kommen die folgenden Arten im Gebiet vor: 
Wechselkröte, Europäischer Laubfrosch, Teichmolch, Nördlicher Kammmolch, Schlank-Segge, Blasen-Segge, Fuchs-Segge, Acker-Kratzdistel,
Gewöhnliche Kratzdistel, Roter Hartriegel, Gewöhnliches Knäuelgras, Gemeine Esche, Gemeiner Hohlzahn, Sumpf-Labkraut, Wiesen-Storchschnabel,
Sumpf-Schwertlilie, Stachel-Lattich, Gewöhnlicher Blutweiderich, Rohrglanzgras, Wiesen-Lieschgras, Kriechendes Fingerkraut, Schlehdorn,
Hundsrose, Wildrose, Bruch-Weide, Korb-Weide, Schwarzer Holunder, Bittersüßer Nachtschatten, Breitblättriger Rohrkolben,
Große Brennnessel, Wespenspinne.